# Rafałów
Rafałów [pronunciación en polaco: /raˈfawuf/] es un pueblo ubicado en el distrito administrativo de Gmina Godziesze Wielkie, dentro del Distrito de Kalisz, Voivodato de Gran Polonia, en el oeste de Polonia central. Se encuentra aproximadamente a 7 kilómetros al suroeste de Godziesze Wielkie, a 19 kilómetros al sur de Kalisz, y a 123 kilómetros al sureste de la capital regional Poznań.